# Herrarnas turnering i beachvolleyboll vid olympiska sommarspelen 2008
Herrarnas turnering i beachvolleyboll vid olympiska sommarspelen 2008 genomfördes mellan 9 och 22 augusti 2008 i Chaoyangparken, Beijing, Kina. Phil Dalhausser och Todd Rogers vann guld genom att slå Márcio Araújo och Fabio Luiz Magalhães i finalen, medan Ricardo Santos och Emanuel Rego tog brons.

## Kval
I spelen deltog tjugofyra lag, med max två lag per land. Begränsningen påverkade främst Brasilien (bland annat deltog inte Harley Marques - Pedro Salgado som var två på världsrankingen), men även Tyskland, USA och Nederländerna hade flera högt rankade lag. För kvalet rankades lagen baserat på deras åtta bästa placeringar mellan 1 januari 2007 och 20 juli 2008 på FIVB_Beach_Volleyball_World_Tour (2007 and 2008), VM 2007) och kontinental finaler. För ranking vid själv turneringen gällde att om värdlandet (Kina) hade ett lag bland de sex främsta på världsranking skulle det automatiskt bli förstarankat. Då Linyin Xu och Penggen Wu var femma på världsrankingen blev de därför förstarankat.
| No. | Pos. | Lag                    | Land          | No. | Pos. | Lag                  | Land          |
| --- | ---- | ---------------------- | ------------- | --- | ---- | -------------------- | ------------- |
| 1   | 1    | Rogers - Dalhausser    | USA           | 16  | 13   | Conde - Baracetti    | Argentina     |
| 2   | 2    | Ricardo - Emanuel      | Brasilien     | 17  | 14   | Kais Kr. - Vesik     | Estland       |
| 3   | 3    | M. Araújo - Fabio Luiz | Brasilien     | 18  | 15   | Doppler - Gartmayer  | Österrike     |
| 5   | 4    | Nummerdor - Schuil     | Nederländerna | 19  | 16   | Boersma E. - Ronnes  | Nederländerna |
| 6   | 5    | Xu - Wu                | Kina          | 21  | 17   | Geor - Gia           | Georgien      |
| 7   | 6    | Brink - Dieckmann Ch.  | Tyskland      | 22  | 18   | Kjemperud - Skarlund | Norge         |
| 8   | 7    | Barsouk - Kolodinsky   | Ryssland      | 23  | 19   | Gosch - Horst        | Österrike     |
| 9   | 8    | Klemperer - Koreng     | Tyskland      | 24  | 20   | Laciga M. - Schnider | Schweiz       |
| 12  | 9    | Gibb - Rosenthal       | USA           | 25  | 21   | Samoilovs - Pļaviņš  | Lettland      |
| 13  | 10   | Schacht - Slack        | Australien    | 28  | 22   | Asahi - Shiratori    | Japan         |
| 14  | 11   | Herrera - Mesa         | Spanien       | 26  | 23   | Lione - Amore*       | Italien       |
| 15  | 12   | Heyer - Heuscher       | Schweiz       | 84  | 24   | Fernandes - Morais   | Angola        |

* Matteo Varnier ersattes av Eugenio Amore p.g.a. skada.

## Turneringen
Tävlingens upplägg bekräftades 16 april 2008. Lotningen hölls 26 juli i Gstaad under världstouren. Tävlingen bestod av en gruppspelsrunda följt av gruppspel.

### Grupprundan
|  | Kvalificerade för åttondelsfinal |
|  | Treor (se nedan)                 |
|  | Utslagna                         |

 Den första rundan bestod av gruppspel, där vinnaren av varje match fick två poäng och förloraren en poäng. Ettorna och tvåorna gick till åttondelsfinal, liksom de två bästa treorna. Övriga treor gjorde upp om de kvarvarande matcherna i "lucky loser"-möten (tredje bästa trean mötte sjätte bästa trean och fjärde bästa trean mötte femte bästa trean, de bägge vinnarna gick vidare. Alla tider nedan är kinesisk standardtid (UTC+8)

### Grupp A
| Rk | Lag                    | P | Vunna | Förlorade | VB  | FB  | VS | FS |
| -- | ---------------------- | - | ----- | --------- | --- | --- | -- | -- |
| 1  | Xu - Wu (CHN)          | 6 | 3     | 0         | 135 | 104 | 6  | 1  |
| 2  | Herrera - Mesa (ESP)   | 5 | 2     | 1         | 114 | 107 | 4  | 2  |
| 3  | Gosch - Horst (AUT)    | 4 | 1     | 2         | 111 | 133 | 2  | 5  |
| 4  | Kais Kr. - Vesik (EST) | 3 | 0     | 3         | 133 | 149 | 2  | 6  |

| 10 augusti, 2008 10:00 | Xu - Wu (CHN)  | 2–0 | Gosch - Horst (AUT) | Beach Volleyball Ground |
| 10 augusti, 2008 10:00 | (21–16, 21–15) |     |                     | Beach Volleyball Ground |

| 10 augusti, 2008 22:00 | Herrera - Mesa (ESP) | 2–0 | Kais Kr. - Vesik (EST) | Beach Volleyball Ground |
| 10 augusti, 2008 22:00 | (21–18, 23–21)       |     |                        | Beach Volleyball Ground |

| 12 augusti, 2008 10:00 | Xu - Wu (CHN)         | 2–1 | Kais Kr. - Vesik (EST) | Beach Volleyball Ground |
| 12 augusti, 2008 10:00 | (15–21, 21–11, 15–13) |     |                        | Beach Volleyball Ground |

| 12 augusti, 2008 23:00 | Herrera - Mesa (ESP) | 2–0 | Gosch - Horst (AUT) | Beach Volleyball Ground |
| 12 augusti, 2008 23:00 | (21–14, 21–12)       |     |                     | Beach Volleyball Ground |

| 14 augusti, 2008 16:00 | Xu - Wu (CHN)  | 2–0 | Herrera - Mesa (ESP) | Beach Volleyball Ground |
| 14 augusti, 2008 16:00 | (21–13, 21–15) |     |                      | Beach Volleyball Ground |

| 14 augusti, 2008 17:00 | Kais Kr. - Vesik (EST) | 1–2 | Gosch - Horst (AUT) | Beach Volleyball Ground |
| 14 augusti, 2008 17:00 | (16–21, 21–18, 12–15)  |     |                     | Beach Volleyball Ground |

### Grupp B
| Rk | Lag                       | P | Vunna | Förlorade | VB  | FB  | VS | FS |
| -- | ------------------------- | - | ----- | --------- | --- | --- | -- | -- |
| 1  | Samoilovs - Pļaviņš (LAT) | 5 | 2     | 1         | 139 | 134 | 4  | 3  |
| 2  | Rogers - Dalhausser (USA) | 5 | 2     | 1         | 121 | 92  | 4  | 2  |
| 3  | Heyer - Heuscher (SUI)    | 4 | 1     | 2         | 120 | 129 | 3  | 4  |
| 4  | Conde - Baracetti (ARG)   | 4 | 1     | 2         | 99  | 124 | 2  | 4  |

| 9 augusti, 2008 21:00 | Rogers - Dalhausser (USA) | 0–2 | Samoilovs - Pļaviņš (LAT) | Beach Volleyball Ground |
| 9 augusti, 2008 21:00 | (19–21, 18–21)            |     |                           | Beach Volleyball Ground |

| 9 augusti, 2008 22:00 | Heyer - Heuscher (SUI) | 2–0 | Conde - Baracetti (ARG) | Beach Volleyball Ground |
| 9 augusti, 2008 22:00 | (21–13, 21–17)         |     |                         | Beach Volleyball Ground |

| 11 augusti, 2008 09:00 | Conde - Baracetti (ARG) | 2–0 | Samoilovs - Pļaviņš (LAT) | Beach Volleyball Ground |
| 11 augusti, 2008 09:00 | (23–21, 21–19)          |     |                           | Beach Volleyball Ground |

| 11 augusti, 2008 22:00 | Rogers - Dalhausser (USA) | 2–0 | Heyer - Heuscher (SUI) | Beach Volleyball Ground |
| 11 augusti, 2008 22:00 | (21–15, 21–10)            |     |                        | Beach Volleyball Ground |

| 13 augusti, 2008 09:00 | Rogers - Dalhausser (USA) | 2–0 | Conde - Baracetti (ARG) | Beach Volleyball Ground |
| 13 augusti, 2008 09:00 | (21–12, 21–13)            |     |                         | Beach Volleyball Ground |

| 13 augusti, 2008 18:00 | Heyer - Heuscher (SUI) | 1–2 | Samoilovs - Pļaviņš (LAT) | Beach Volleyball Ground |
| 13 augusti, 2008 18:00 | (17–21, 23–21, 13–15)  |     |                           | Beach Volleyball Ground |

### Grupp C
| Rk | Lag                      | P | Vunna | Förlorade | VB  | FB  | VS | FS |
| -- | ------------------------ | - | ----- | --------- | --- | --- | -- | -- |
| 1  | Ricardo-Emanuel (BRA)    | 6 | 3     | 0         | 126 | 88  | 6  | 0  |
| 2  | Schacht - Slack (AUS)    | 5 | 2     | 1         | 115 | 102 | 4  | 2  |
| 3  | Geor - Gia (GEO)         | 4 | 1     | 2         | 114 | 111 | 2  | 4  |
| 4  | Fernandes - Morais (ANG) | 3 | 0     | 3         | 72  | 126 | 0  | 6  |

| 9 augusti, 2008 13:00 | Ricardo-Emanuel (BRA) | 2–0 | Fernandes - Morais (ANG) | Beach Volleyball Ground |
| 9 augusti, 2008 13:00 | (21–8, 21–13)         |     |                          | Beach Volleyball Ground |

| 9 augusti, 2008 14:00 | Schacht - Slack (AUS) | 2–0 | Geor - Gia (GEO) | Beach Volleyball Ground |
| 9 augusti, 2008 14:00 | (21–17, 21–19)        |     |                  | Beach Volleyball Ground |

| 11 augusti, 2008 10:00 | Schacht - Slack (AUS) | 2–0 | Fernandes - Morais (ANG) | Beach Volleyball Ground |
| 11 augusti, 2008 10:00 | (21–15, 21–9)         |     |                          | Beach Volleyball Ground |

| 11 augusti, 2008 13:00 | Ricardo-Emanuel (BRA) | 2–0 | Geor - Gia (GEO) | Beach Volleyball Ground |
| 11 augusti, 2008 13:00 | (21–19, 21–17)        |     |                  | Beach Volleyball Ground |

| 13 augusti, 2008 14:00 | Geor - Gia (GEO) | 2–0 | Fernandes - Morais (ANG) | Beach Volleyball Ground |
| 13 augusti, 2008 14:00 | (21–14, 21–13)   |     |                          | Beach Volleyball Ground |

| 13 augusti, 2008 21:00 | Ricardo-Emanuel (BRA) | 2–0 | Schacht - Slack (AUS) | Beach Volleyball Ground |
| 13 augusti, 2008 21:00 | (21–14, 21–17)        |     |                       | Beach Volleyball Ground |

### Grupp D
| Rk | Lag                          | P | Vunna | Förlorade | VB  | FB  | VS | FS |
| -- | ---------------------------- | - | ----- | --------- | --- | --- | -- | -- |
| 1  | Doppler - Gartmayer (AUT)    | 6 | 3     | 0         | 156 | 144 | 6  | 2  |
| 2  | M. Araújo - Fabio Luiz (BRA) | 5 | 2     | 1         | 139 | 131 | 5  | 2  |
| 3  | Barsouk - Kolodinsky (RUS)   | 4 | 1     | 2         | 132 | 130 | 3  | 4  |
| 4  | Lione - Amore (ITA)          | 3 | 0     | 3         | 107 | 129 | 0  | 6  |

| 10 augusti, 2008 13:00 | M. Araújo - Fabio Luiz (BRA) | 2–0 | Lione - Amore (ITA) | Beach Volleyball Ground |
| 10 augusti, 2008 13:00 | (21–18, 21–18)               |     |                     | Beach Volleyball Ground |

| 10 augusti, 2008 23:00 | Barsouk - Kolodinsky (RUS) | 1–2 | Doppler - Gartmayer (AUT) | Beach Volleyball Ground |
| 10 augusti, 2008 23:00 | (16–21, 21–18, 14–16)      |     |                           | Beach Volleyball Ground |

| 12 augusti, 2008 13:00 | M. Araújo - Fabio Luiz (BRA) | 1–2 | Doppler - Gartmayer (AUT) | Beach Volleyball Ground |
| 12 augusti, 2008 13:00 | (22–20, 19–21, 11–15)        |     |                           | Beach Volleyball Ground |

| 12 augusti, 2008 21:00 | Barsouk - Kolodinsky (RUS) | 2–0 | Lione - Amore (ITA) | Beach Volleyball Ground |
| 12 augusti, 2008 21:00 | (21–17, 21–13)             |     |                     | Beach Volleyball Ground |

| 14 augusti, 2008 15:00 | Doppler - Gartmayer (AUT) | 2–0 | Lione - Amore (ITA) | Beach Volleyball Ground |
| 14 augusti, 2008 15:00 | (21–19, 24–22)            |     |                     | Beach Volleyball Ground |

| 14 augusti, 2008 18:00 | M. Araújo - Fabio Luiz (BRA) | 2–0 | Barsouk - Kolodinsky (RUS) | Beach Volleyball Ground |
| 14 augusti, 2008 18:00 | (24–22, 21–17)               |     |                            | Beach Volleyball Ground |

### Grupp E
| Rk | Lag                        | P | Vunna | Förlorade | VB  | FB  | VS | FS |
| -- | -------------------------- | - | ----- | --------- | --- | --- | -- | -- |
| 1  | Nummerdor - Schuil (NED)   | 6 | 3     | 0         | 133 | 106 | 6  | 1  |
| 2  | Laciga M. - Schnider (SUI) | 5 | 2     | 1         | 113 | 102 | 4  | 2  |
| 3  | Klemperer - Koreng (GER)   | 4 | 1     | 2         | 118 | 132 | 2  | 5  |
| 4  | Kjemperud - Skarlund (NOR) | 3 | 0     | 3         | 123 | 147 | 2  | 6  |

| 9 augusti, 2008 10:00 | Nummerdor - Schuil (NED) | 2–0 | Laciga M. - Schnider (SUI) | Beach Volleyball Ground |
| 9 augusti, 2008 10:00 | (21–14, 21–15)           |     |                            | Beach Volleyball Ground |

| 9 augusti, 2008 23:00 | Klemperer - Koreng (GER) | 2–1 | Kjemperud - Skarlund (NOR) | Beach Volleyball Ground |
| 9 augusti, 2008 23:00 | (19–21, 22–20, 15–7)     |     |                            | Beach Volleyball Ground |

| 11 augusti, 2008 21:00 | Nummerdor - Schuil (NED) | 2–1 | Kjemperud - Skarlund (NOR) | Beach Volleyball Ground |
| 11 augusti, 2008 21:00 | (13–21, 21–15, 15–9)     |     |                            | Beach Volleyball Ground |

| 11 augusti, 2008 23:00 | Klemperer - Koreng (GER) | 0–2 | Laciga M. - Schnider (SUI) | Beach Volleyball Ground |
| 11 augusti, 2008 23:00 | (15–21, 15–21)           |     |                            | Beach Volleyball Ground |

| 13 augusti, 2008 19:00 | Kjemperud - Skarlund (NOR) | 0–2 | Laciga M. - Schnider (SUI) | Beach Volleyball Ground |
| 13 augusti, 2008 19:00 | (17–21, 13–21)             |     |                            | Beach Volleyball Ground |

| 13 augusti, 2008 20:00 | Nummerdor - Schuil (NED) | 2–0 | Klemperer - Koreng (GER) | Beach Volleyball Ground |
| 13 augusti, 2008 20:00 | (21–16, 21–16)           |     |                          | Beach Volleyball Ground |

### Grupp F
| Rk | Lag                         | P | Vunna | Förlorade | VB  | FB  | VS | FS |
| -- | --------------------------- | - | ----- | --------- | --- | --- | -- | -- |
| 1  | Gibb - Rosenthal (USA)      | 6 | 3     | 0         | 142 | 111 | 6  | 1  |
| 2  | Asahi - Shiratori (JPN)     | 4 | 1     | 2         | 147 | 151 | 3  | 5  |
| 3  | Boersma E. - Ronnes (NED)   | 4 | 1     | 2         | 125 | 137 | 3  | 4  |
| 4  | Brink - Dieckmann Ch. (GER) | 4 | 1     | 2         | 106 | 121 | 2  | 4  |

| 10 augusti, 2008 20:00 | Brink - Dieckmann Ch. (GER) | 2–0 | Asahi - Shiratori (JPN) | Beach Volleyball Ground |
| 10 augusti, 2008 20:00 | (21–18, 21–18)              |     |                         | Beach Volleyball Ground |

| 10 augusti, 2008 21:00 | Gibb - Rosenthal (USA) | 2–0 | Boersma E. - Ronnes (NED) | Beach Volleyball Ground |
| 10 augusti, 2008 21:00 | (21–16, 21–15)         |     |                           | Beach Volleyball Ground |

| 12 augusti, 2008 18:00 | Boersma E. - Ronnes (NED) | 1–2 | Asahi - Shiratori (JPN) | Beach Volleyball Ground |
| 12 augusti, 2008 18:00 | (15–21, 25–23, 11–15)     |     |                         | Beach Volleyball Ground |

| 12 augusti, 2008 22:00 | Brink - Dieckmann Ch. (GER) | 0–2 | Gibb - Rosenthal (USA) | Beach Volleyball Ground |
| 12 augusti, 2008 22:00 | (15–21, 13–21)              |     |                        | Beach Volleyball Ground |

| 14 augusti, 2008 19:00 | Gibb - Rosenthal (USA) | 2–1 | Asahi - Shiratori (JPN) | Beach Volleyball Ground |
| 14 augusti, 2008 19:00 | (21–15, 19–21, 18–16)  |     |                         | Beach Volleyball Ground |

| 14 augusti, 2008 20:00 | Brink - Dieckmann Ch. (GER) | 0–2 | Boersma E. - Ronnes (NED) | Beach Volleyball Ground |
| 14 augusti, 2008 20:00 | (16–21, 20–22)              |     |                           | Beach Volleyball Ground |

### Lucky loser
|  | Vidare till åttondelsfinaler |
|  | Lucky Loser-match            |
|  | Utslagna                     |

Av de sex lag som kom trea i sin grupp gick de två främsta till åttondelsfinal. Övriga lag möte varandra om en plats i åttondelsfinalerna.

#### Treor
Tabellen visar hur treorna rankades
| Rk | Lag                        | P | Vunna | Förlorade | VB  | FB  | Ratio | VS | FS |
| -- | -------------------------- | - | ----- | --------- | --- | --- | ----- | -- | -- |
| 1  | Geor - Gia (GEO)           | 4 | 1     | 2         | 114 | 111 | 1.027 | 2  | 4  |
| 2  | Barsouk - Kolodinsky (RUS) | 4 | 1     | 2         | 132 | 130 | 1.015 | 3  | 4  |
| 3  | Heyer - Heuscher (SUI)     | 4 | 1     | 2         | 120 | 129 | 0.930 | 3  | 4  |
| 4  | Boersma E. - Ronnes (NED)  | 4 | 1     | 2         | 125 | 137 | 0.912 | 3  | 4  |
| 5  | Klemperer - Koreng (GER)   | 4 | 1     | 2         | 118 | 132 | 0.894 | 2  | 5  |
| 6  | Gosch - Horst (AUT)        | 4 | 1     | 2         | 111 | 133 | 0.835 | 2  | 5  |

#### Lucky Loser
Resultat av Lucky Loser-möten.
| Rk | Lag                    | P | Vunna | Förlorade | VB | FB | VS | FS |
| -- | ---------------------- | - | ----- | --------- | -- | -- | -- | -- |
| 1  | Gosch - Horst (AUT)    | 2 | 1     | 0         | 42 | 30 | 2  | 0  |
| 2  | Heyer - Heuscher (SUI) | 1 | 0     | 1         | 30 | 42 | 0  | 2  |

| Rk | Lag                       | P | Vunna | Förlorade | VB | FB | VS | FS |
| -- | ------------------------- | - | ----- | --------- | -- | -- | -- | -- |
| 1  | Klemperer - Koreng (GER)  | 2 | 1     | 0         | 48 | 41 | 2  | 0  |
| 2  | Boersma E. - Ronnes (NED) | 1 | 0     | 1         | 41 | 48 | 0  | 2  |

| 14 augusti, 2008 22:00 | Heyer - Heuscher (SUI) | 0–2 | Gosch - Horst (AUT) | Beach Volleyball Ground - Court 2 |
| 14 augusti, 2008 22:00 | (11–21, 19–21)         |     |                     | Beach Volleyball Ground - Court 2 |

| 14 augusti, 2008 22:00 | Boersma E. - Ronnes (NED) | 0–2 | Klemperer - Koreng (GER) | Beach Volleyball Ground - Court 2 |
| 14 augusti, 2008 22:00 | (16–21, 25–27)            |     |                          | Beach Volleyball Ground - Court 2 |

## Slutspel

### Åttondelsfinaler
| 16 augusti, 2008 09:00 | Laciga M. - Schnider (SUI) | 1–2 | Rogers - Dalhausser (USA) | Beach Volleyball Ground |
| 16 augusti, 2008 09:00 | (16–21, 23–21, 13–15)      |     |                           | Beach Volleyball Ground |

| 16 augusti, 2008 10:00 | Xu - Wu (CHN)  | 0–2 | Klemperer - Koreng (GER) | Beach Volleyball Ground |
| 16 augusti, 2008 10:00 | (15–21, 18–21) |     |                          | Beach Volleyball Ground |

| 16 augusti, 2008 11:00 | Geor - Gia (GEO)      | 2–1 | Doppler - Gartmayer (AUT) | Beach Volleyball Ground |
| 16 augusti, 2008 11:00 | (19–21, 21–16, 15–13) |     |                           | Beach Volleyball Ground |

| 16 augusti, 2008 12:00 | Nummerdor - Schuil (NED) | 2–0 | Schacht - Slack (AUS) | Beach Volleyball Ground |
| 16 augusti, 2008 12:00 | (21–16, 21–14)           |     |                       | Beach Volleyball Ground |

| 16 augusti, 2008 18:00 | Asahi - Shiratori (JPN) | 0–2 | M. Araújo - Fabio Luiz (BRA) | Beach Volleyball Ground |
| 16 augusti, 2008 18:00 | (21–23, 15–21)          |     |                              | Beach Volleyball Ground |

| 16 augusti, 2008 19:00 | Gosch - Horst (AUT) | 2–0 | Samoilovs - Pļaviņš (LAT) | Beach Volleyball Ground |
| 16 augusti, 2008 19:00 | (21–17, 21–18)      |     |                           | Beach Volleyball Ground |

| 16 augusti, 2008 20:00 | Herrera - Mesa (ESP) | 0–2 | Gibb - Rosenthal (USA) | Beach Volleyball Ground |
| 16 augusti, 2008 20:00 | (24–26, 17–21)       |     |                        | Beach Volleyball Ground |

| 16 augusti, 2008 21:00 | Ricardo-Emanuel (BRA) | 2–1 | Barsouk - Kolodinsky (RUS) | Beach Volleyball Ground |
| 16 augusti, 2008 21:00 | (18–21, 25–23, 15–13) |     |                            | Beach Volleyball Ground |

### Slutspelsöversikt
|  | Kvartsfinaler | Kvartsfinaler                | Kvartsfinaler | Kvartsfinaler                | Kvartsfinaler |    |                           | Semifinaler | Semifinaler | Semifinaler | Semifinaler | Semifinaler |  |  | Final | Final | Final | Final | Final |  |
|  |               |                              |               |                              |               |    |                           |             |             |             |             |             |  |  |       |       |       |       |       |  |
|  | 8             | Klemperer - Koreng (GER)     | 13            | 23                           |               |    |                           |             |             |             |             |             |  |  |       |       |       |       |       |  |
|  | 8             | Klemperer - Koreng (GER)     | 13            | 23                           |               |    |                           |             |             |             |             |             |  |  |       |       |       |       |       |  |
|  | 2             | Rogers - Dalhausser (USA)    | 21            | 25                           |               |    |                           |             |             |             |             |             |  |  |       |       |       |       |       |  |
|  | 2             | Rogers - Dalhausser (USA)    | 21            | 25                           |               | 2  | Rogers - Dalhausser (USA) | 21          | 21          |             |             |             |  |  |       |       |       |       |       |  |
|  |               |                              |               |                              |               | 2  | Rogers - Dalhausser (USA) | 21          | 21          |             |             |             |  |  |       |       |       |       |       |  |
|  |               |                              | 17            | Geor - Gia (GEO)             | 11            | 13 |                           |             |             |             |             |             |  |  |       |       |       |       |       |  |
|  | 5             | Nummerdor - Schuil (NED)     | 17            | Geor - Gia (GEO)             | 11            | 13 | 19                        | 19          |             |             |             |             |  |  |       |       |       |       |       |  |
|  | 5             | Nummerdor - Schuil (NED)     |               |                              |               |    |                           |             |             |             |             |             |  |  |       |       |       |       |       |  |
|  | 17            | Geor - Gia (GEO)             | 21            | 21                           |               |    |                           |             |             |             |             |             |  |  |       |       |       |       |       |  |
|  | 17            | Geor - Gia (GEO)             | 21            | 21                           |               | 2  | Rogers - Dalhausser (USA) | 23          | 17          | 15          |             |             |  |  |       |       |       |       |       |  |
|  |               |                              |               |                              |               |    |                           |             |             |             |             |             |  |  |       |       |       |       |       |  |
|  |               |                              | 4             | M. Araújo - Fabio Luiz (BRA) | 21            | 21 | 4                         |             |             |             |             |             |  |  |       |       |       |       |       |  |
|  | 3             | Ricardo - Emanuel (BRA)      | 4             | M. Araújo - Fabio Luiz (BRA) | 21            | 21 | 4                         | 21          | 21          |             |             |             |  |  |       |       |       |       |       |  |
|  | 3             | Ricardo - Emanuel (BRA)      |               |                              |               |    |                           |             |             |             |             |             |  |  |       |       |       |       |       |  |
|  | 9             | Gibb - Rosenthal (USA)       | 18            | 16                           |               |    |                           |             |             |             |             |             |  |  |       |       |       |       |       |  |
|  | 9             | Gibb - Rosenthal (USA)       | 18            | 16                           |               | 3  | Ricardo - Emanuel (BRA)   | 20          | 18          |             |             |             |  |  |       |       |       |       |       |  |
|  |               |                              |               |                              |               | 3  | Ricardo - Emanuel (BRA)   | 20          | 18          |             |             |             |  |  |       |       |       |       |       |  |
|  |               |                              | 4             | M. Araújo - Fabio Luiz (BRA) | 22            | 21 |                           |             |             |             |             |             |  |  |       |       |       |       |       |  |
|  | 4             | M. Araújo - Fabio Luiz (BRA) | 4             | M. Araújo - Fabio Luiz (BRA) | 22            | 21 | 22                        | 21          |             |             |             |             |  |  |       |       |       |       |       |  |
|  | 4             | M. Araújo - Fabio Luiz (BRA) |               |                              |               |    |                           |             |             |             |             |             |  |  |       |       |       |       |       |  |
|  | 19            | Gosch - Horst (AUT)          | 20            | 17                           |               |    |                           |             |             |             |             |             |  |  |       |       |       |       |       |  |

#### Kvartsfinaler
| 18 augusti, 2008 10:00 | Klemperer - Koreng (GER) | 0–2 | Rogers - Dalhausser (USA) | Beach Volleyball Ground |
| 18 augusti, 2008 10:00 | (13–21, 23–25)           |     |                           | Beach Volleyball Ground |

| 18 augusti, 2008 11:00 | Nummerdor - Schuil (NED) | 0–2 | Geor - Gia (GEO) | Beach Volleyball Ground |
| 18 augusti, 2008 11:00 | (19–21, 19–21)           |     |                  | Beach Volleyball Ground |

| 18 augusti, 2008 20:00 | M. Araújo - Fabio Luiz (BRA) | 2–0 | Gosch - Horst (AUT) | Beach Volleyball Ground |
| 18 augusti, 2008 20:00 | (22–20, 21–17)               |     |                     | Beach Volleyball Ground |

| 18 augusti, 2008 21:00 | Ricardo - Emanuel (BRA) | 2–0 | Gibb - Rosenthal (USA) | Beach Volleyball Ground |
| 18 augusti, 2008 21:00 | (21–18, 21–16)          |     |                        | Beach Volleyball Ground |

#### Semifinaler
| 20 augusti, 2008 09:00 | Geor - Gia (GEO) | 0–2 | Rogers - Dalhausser (USA) | Beach Volleyball Ground |
| 20 augusti, 2008 09:00 | (11–21, 13–21)   |     |                           | Beach Volleyball Ground |

| 20 augusti, 2008 10:00 | M. Araújo - Fabio Luiz (BRA) | 2–0 | Ricardo - Emanuel (BRA) | Beach Volleyball Ground |
| 20 augusti, 2008 10:00 | (22–20, 21–18)               |     |                         | Beach Volleyball Ground |

#### Match om tredjepris
| 22 augusti, 2008 09:00 | Geor - Gia (GEO) | 0–2 | Ricardo - Emanuel (BRA) | Beach Volleyball Ground |
| 22 augusti, 2008 09:00 | (15–21, 10–21)   |     |                         | Beach Volleyball Ground |

#### Final
| 22 augusti, 2008 11:00 | Rogers - Dalhausser (USA) | 2–1 | M. Araújo - Fabio Luiz (BRA) | Beach Volleyball Ground |
| 22 augusti, 2008 11:00 | (23–21, 17–21, 15–4)      |     |                              | Beach Volleyball Ground |

## Slutplaceringar

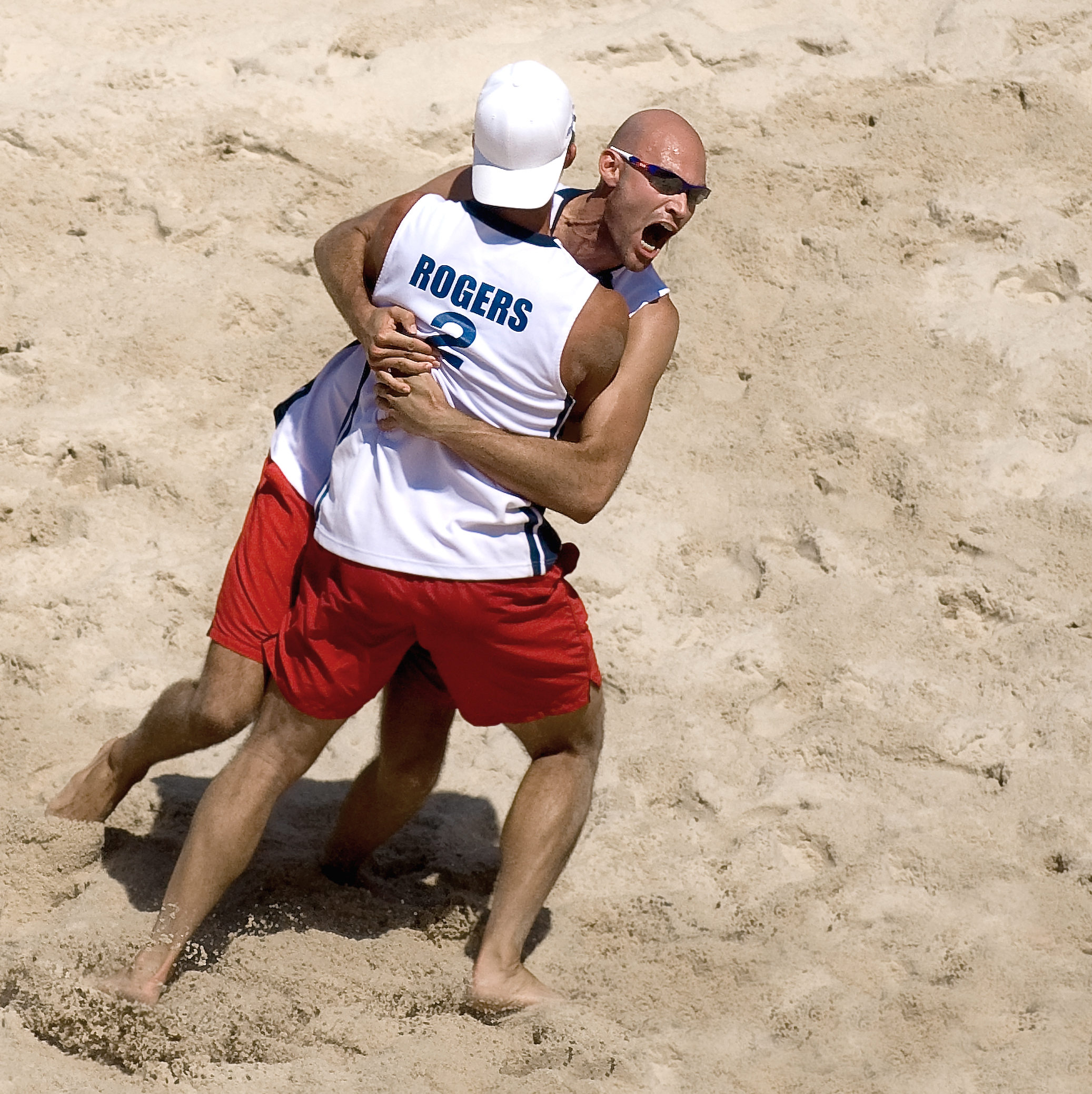
Dalhausser och Rogers firar sin finalseger

| Pos. | Lag                          | Seed |
| ---- | ---------------------------- | ---- |
| 1    | Rogers - Dalhausser (USA)    | 2    |
| 2    | M. Araújo - Fabio Luiz (BRA) | 4    |
| 3    | Ricardo - Emanuel (BRA)      | 3    |
| 4.   | Geor - Gia (GEO)             | 17   |
| 5.   | Nummerdor - Schuil (NED)     | 5    |
| 5.   | Klemperer - Koreng (GER)     | 8    |
| 5.   | Gibb - Rosenthal (USA)       | 9    |
| 5.   | Gosch - Horst (AUT)          | 19   |
| 9.   | Xu - Wu (CHN)                | 1    |
| 9.   | Barsouk - Kolodinsky (RUS)   | 7    |
| 9.   | Schacht - Slack (AUS)        | 10   |
| 9.   | Herrera - Mesa (ESP)         | 11   |
| 9.   | Doppler - Gartmayer (AUT)    | 15   |
| 9.   | Laciga M. - Schnider (SUI)   | 20   |
| 9.   | Samoilovs - Pļaviņš (LAT)    | 21   |
| 9.   | Asahi - Shiratori (JPN)      | 22   |
| 17.  | Heyer - Heuscher (SUI)       | 12   |
| 17.  | Boersma E. - Ronnes (NED)    | 16   |
| 19.  | Brink - Dieckmann Ch. (GER)  | 6    |
| 19.  | Conde - Baracetti (ARG)      | 13   |
| 19.  | Kais Kr. - Vesik (EST)       | 14   |
| 19.  | Kjemperud - Skarlund (NOR)   | 18   |
| 19.  | Lione - Amore (ITA)          | 23   |
| 19.  | Fernandes - Morais (ANG)     | 24   |